# Crisis de rehenes en la embajada israelí de Bangkok
La crisis de los rehenes en la embajada israelí en Bangkok se produjo el 28 de diciembre de 1972. Se trataba de un ataque de un escuadrón de cuatro militantes palestinos, pertenecientes a la organización Septiembre Negro, al edificio de la embajada de Israel en Bangkok, en el que los militantes tomaron como rehenes a seis miembros del personal de la embajada israelí. Después de 19 horas de negociaciones, los secuestradores acordaron abandonar la embajada a cambio de ser trasladados en avión a Egipto. El ataque fue uno de una serie de ataques llevados a cabo contra embajadas y diplomáticos israelíes.

## Ataque
El ataque comenzó cuando dos agentes de Septiembre Negro se infiltraron en una fiesta que se celebraba en la embajada. Una vez que estos dos estuvieron dentro, otros dos treparon el muro con armas automáticas y juntos los cuatro se apoderaron de la embajada. Permitieron que todos los tailandeses se fueran, pero mantuvieron como rehenes a seis israelíes, incluido Shimon Avimor, embajador de Israel en Camboya, que estaba de visita.  Rehavam Amir, el embajador de Israel, y su esposa Avital asistían a la ceremonia de investidura de Vajiralongkorn como Príncipe Heredero de Tailandia en el Salón del Trono Ananta Samakhom, por lo que no estaban entre los rehenes y podían participar en las negociaciones con los militantes. El embajador Amir y el primer ministro Thanom Kittikachorn fueron informados sobre el asedio durante una pausa en mitad de la ceremonia. 
Los militantes trasladaron a sus rehenes al segundo piso del edificio de tres pisos y presentaron sus demandas. Los militantes exigieron que 36 prisioneros fueran liberados de las cárceles israelíes, incluidos Kōzō Okamoto y los sobrevivientes del incidente del vuelo 571 de Sabena.  Amenazaron con volar la embajada si no se cumplían estas demandas antes de las 08:00 horas del 29 de diciembre.
Dos miembros del gobierno tailandés, Dawee Chullasapya y Chatichai Choonhavan, entonces viceministro de Asuntos Exteriores y primer ministro en 1988, junto con el embajador egipcio en Tailandia, Mustapha el Assawy, negociaron la liberación de los rehenes y, en cambio, se ofrecieron a sí mismos y a varios otros funcionarios tailandeses como garantía del salvoconducto de los terroristas a El Cairo. 
Después de 19 horas de negociación, se llegó a un acuerdo, denominado posteriormente "solución de Bangkok", y nadie resultó herido. 
Considerando que la celebración de la investidura del heredero al trono por parte de la nación tailandesa no debería verse empañada por una disputa que no les concernía, el gobierno tailandés garantizó a los terroristas un viaje seguro a El Cairo  mientras dejaba a los rehenes al cuidado de los tailandeses.
Según los informes, la dirección de Septiembre Negro estaba molesta por el comportamiento de sus agentes a la hora de resolver el incidente.   
La entonces primera ministra israelí, Golda Meir, elogió al gobierno tailandés por su diplomacia que permitió poner fin a la crisis sin derramamiento de sangre. 